# School for Wives
Pour plus de détails, voir Fiche technique et Distribution.
School for Wives est un film américain réalisé par Victor Halperin, sorti en 1925.

## Fiche technique
- Titre : School for Wives
- Réalisation : Victor Halperin
- Scénario : Victor Halperin d'après le roman de Leonard Merrick (en)
- Photographie : Joseph Ruttenberg et Jack Zanderbrock
- Pays d'origine : États-Unis
- Format : Noir et blanc - 1,33:1 - Film muet
- Genre : drame
- Durée : 70 minutes
- Date de sortie : 1925

## Distribution
- Conway Tearle : Richard Keith
- Sigrid Holmquist (en) : Betty Lynch
- Peggy Kelly : Lady Atherton
- Arthur Donaldson (en) : Jordan B. Lynch
- Allan Simpson : Howard Lynch
- Brian Donlevy : Ralph
- Dick Lee : Tomlinson
- Dorothy Allen (en) : Muggins
- Gerald Oliver Smith : Ronald Van Stuyvesant
- Emily Chichester : Kitty Dawson
- Alyce Mills : Mary Wilson
- Mary Carr
- Tyrone Power
- Jill Lynn : Dardy Waldehast